# Lebenszeitprinzip
Das Lebenszeitprinzip ist in Deutschland ein hergebrachter Grundsatz des Berufsbeamtentums gemäß Art. 33 Abs. 5 Grundgesetz.
Nach dem Lebenszeitprinzip werden Beamte grundsätzlich auf Lebenszeit ernannt; eine vorzeitige Entlassung aus dem Amt ist – außer in besonderen Fällen – ausgeschlossen. Das Lebenszeitprinzip dient zusammen mit dem Alimentationsprinzip der Sicherung der Unabhängigkeit des Beamten. Durch das Lebenszeitprinzip wird sichergestellt, dass der Beamte nicht willkürlich oder nach freiem Ermessen seines Vorgesetzten aus dem Amt entlassen werden kann, sondern der Beamte in seiner Tätigkeit persönlich unabhängig ist. Das Lebenszeitprinzip schützt dabei nicht nur den beamtenrechtlichen Status der Person, sondern auch das ihm zugewiesene konkrete Amt.
Nach der Rechtsprechung des Bundesverfassungsgerichts folgt aus dem Lebenszeitprinzip jedoch nicht, dass eine Entfernung aus dem Dienst grundsätzlich nur durch Richterspruch möglich wäre, sodass – wie in Baden-Württemberg und seit 2024 auch im Bund – das Beamtenverhältnis auch durch sofort vollziehbaren Verwaltungsakt des Dienstvorgesetzten beendet werden kann, sofern nachgelagerter Rechtsschutz durch die Disziplinargerichte möglich ist.
Das Lebenszeitprinzip verbietet Beamtenverhältnisse auf Zeit nicht, sie sind aber eine eng gefasste Ausnahme. Beispiele für Beamtenverhältnisse auf Zeit sind zum Beispiel kommunale Wahlbeamte, deren Beamtenverhältnis aus diesem Grund bereits im Voraus zeitlich begrenzt ist. Auch die jederzeitige Versetzbarkeit von politischen Beamten in den einstweiligen Ruhestand ist eine verfassungsrechtlich zulässige Ausnahme vom Lebenszeitprinzip, da ihre Amtsführung mit den politischen Ansichten und Zielen der Regierung im Einklang stehen muss.
Ein Verstoß gegen das Lebenszeitprinzip kann, da es sich bei Art. 33 Abs. 5 Grundgesetz um ein grundrechtsgleiches Recht handelt, mit der Verfassungsbeschwerde vor dem Bundesverfassungsgericht gerügt werden. So entschied das Bundesverfassungsgericht am 24. April 2018 auf eine Vorlage des Bundesverwaltungsgerichts, dass es mit dem Lebenszeitprinzip nicht vereinbar ist, wenn Hochschulkanzler im Land Brandenburg lediglich auf Zeit ernannt werden. Am 9. April 2024 erklärte es die gesetzliche Regelung in Nordrhein-Westfalen für nichtig, die Polizeipräsidenten als politische Beamte einstufte. Dieser Eingriff in das Lebenszeitprinzip sei nicht durch besondere Sacherfordernisse des betroffenen Amtes gerechtfertigt.